# フリッツ・ヴァイツェル
フリードリヒ・「フリッツ」・フィリップ・ヴァイツェル（ドイツ語: Friedrich „Fritz“ Philipp Weitzel、1904年4月27日- 1940年6月19日）は、ナチス・ドイツの親衛隊（SS）の将軍。最終階級は親衛隊大将。

## 略歴
ドイツ帝国領邦プロイセン王国ヘッセン＝ナッサウ県の都市フランクフルト・アム・マインで陸軍中尉の息子として生まれる。当初は錠前師と機械工の訓練を受けて働いた。
1924年に突撃隊に入隊、1925年9月に国家社会主義ドイツ労働者党に入党している（党員番号18,833）。1926年には親衛隊へ入隊した（隊員番号408）。ヴァイツェルはナチ党及び親衛隊内部で急激に昇進を遂げており、1927年には親衛隊少佐、1928年から1929年にかけて、ラインラント、ラインプファルツ、ヘッセン=ナッサウの親衛隊の管理職に就き、1929年11月18日に親衛隊大佐へと昇進している。1930年ドイツ国会選挙で国会議員に当選し、1931年12月には親衛隊中将へと昇進した。 1932年5月12日のヘルムート・クロッツに対する暴行の罪によりエドムント・ハイネス、ヴィルヘルム・シュテークマンと共に懲役3か月の刑を受けている。
ナチ党政権獲得後の1933年5月1日にデュッセルドルフ警察長官へと任じられる。1934年9月9日には親衛隊大将に昇進した。1938年6月11日からは「西」親衛隊及び警察高級指導者に任命された。1939年には『SSの儀礼生活規定書』を著している。ドイツ軍によるノルウェー占領後の1940年4月20日には「北」親衛隊及び警察高級指導者へと任命された。 「西」親衛隊及び警察高級指導者の地位はテオドール・ベルケルマンと交代している。
1940年6月19日に、デュッセルドルフでの帰省休暇中に空襲によって死亡した。「北」親衛隊及び警察高級指導者の地位はヴィルヘルム・レディースが務めた。

## キャリア

### 階級
- 1927年、親衛隊少佐
- 1929年11月18日、親衛隊大佐
- 1930年7月11日、親衛隊上級大佐
- 1931年12月、親衛隊中将
- 1934年9月9日、親衛隊大将

### 受章歴
- 1938年3月13日記念メダル（1838年11月21日）
- 1938年10月1日記念メダル
- ドイツ防壁名誉章
- 黄金ナチ党員バッジ
- 1929年ニュルンベルク党大会章
- 勤続章（ドイツ語版）
  - ナチ党勤続章
    - 銀章
- ドイツスポーツ勲章（ドイツ語版）
  - 銀章
- SAスポーツ勲章（ドイツ語版）
  - 金章
- 親衛隊名誉リング
- 親衛隊全国指導者名誉長剣